# Il monte di Venere
Il monte di Venere (Kissin' Cousins) è un film del 1964 diretto da Gene Nelson e interpretato in due ruoli differenti da Elvis Presley.

## Trama
Josh Morgan, ufficiale dell'aeronautica, viene spedito tra i monti per persuadere i suoi parenti, i Tatum, una stramba famiglia di pittoreschi campagnoli del Tennessee, a concedere all'esercito il terreno di loro proprietà per costruirvi sopra una base militare. Qui, Josh ha la sorpresa di vedere che suo cugino Jodie gli assomiglia come una goccia d'acqua, tranne che per un particolare: i capelli, che sono biondi in Jodie e neri in Josh. Papà Tatum, inizialmente riluttante, si convince infine a concedere il terreno all'esercito che così ottiene la possibilità di costruire la propria nuova base strategica.

## Produzione
Molti le possibili fonti d'ispirazione: il film Missili in giardino (Rally 'Round the Flag, Boys!, 1958) con Paul Newman; serie televisive sul genere di The Beverly Hillbillies; sino al fumetto Li'l Abner di Al Capp, e in particolare il film a esso ispirato, Il villaggio più pazzo del mondo (1959).
Nonostante il film sia ambientato sul confine fra Tennessee e Carolina del Nord, cioè sulle Great Smoky Mountains (le zone dell'attuale parco nazionale delle Great Smoky Mountains, il parco nazionale statunitense più visitato in assoluto), è stato girato in realtà per problemi di praticità e di budget in California, nella San Bernardino National Forest (presso la Big Bear Valley, il Big Bear Lake e il Cedar Lake).
Fra le 'Elvis Girls' di contorno, oltre a Yvonne Craig, Pamela Austin e Cynthia Pepper, compare anche un'irriconoscibile, giovanissima Teri Garr, e la playmate del numero di Playboy del novembre 1958, Joan Staley.

## Distribuzione
Il film uscì in videocassetta per la prima volta nel 1988. Quando venne riedito in VHS nel 1997, la canzone Smokey Mountain Boy venne eliminata. Nel 2007 tale brano è stato reintegrato nella versione del film in DVD.

## Colonna sonora
I brani del film: Kissin' Cousins; Smokey Mountain Boy; There's Gold in the Mountains (cantata con Pam Austin e Yvonne Craig); One Boy, Two Little Girls (cantata con Pam Austin e Yvonne Craig); Catchin' On Fast; Tender Feeling; Pappy, Won't You Please Come Home (cantata da Glenda Farrell); Barefoot Ballad (cantata con The Jordanaires, Mountain Maidens and Men); Once Is Enough (cantata con The Jordanaires, Yvonne Craig, Mountain Maidens and Soldiers); Kissin' Cousins (No.2); Anyone (Could Fall In Love With You); Echoes of Love; (It's a) Long Lonely Highway.
Gli ultimi tre brani vennero tagliati nel montaggio finale.
Vennero tutti pubblicati all'epoca sull'album Kissin' Cousins (LPM/LSP 2894); 
venne realizzato anche il singolo Kissin' Cousins / It Hurts Me (non dal film).
Nel 1994 la colonna sonora venne realizzata sul CD "Kissin' Cousins, Clambake And Stay Away Joe", dove però vennero escluse Echoes of Love e (It's a) Long Lonely Highway. Nel 2017 l'album originale venne ristampato in versione estesa con tutti i brani e con l'aggiunta di 20 versioni alternative.

## Premi e riconoscimenti
La sceneggiatura scritta per il film ricevette una nomination nella categoria miglior musical americano dalla Writers Guild of America..